# Alheim
Alheim è un comune tedesco di 4 959 abitanti,, situato nel land dell'Assia.
È attraversato, nei suoi sobborghi di Baumbach e Niederellenbach, dalla Fulda.